# Komunikacja miejska w Leicesterze

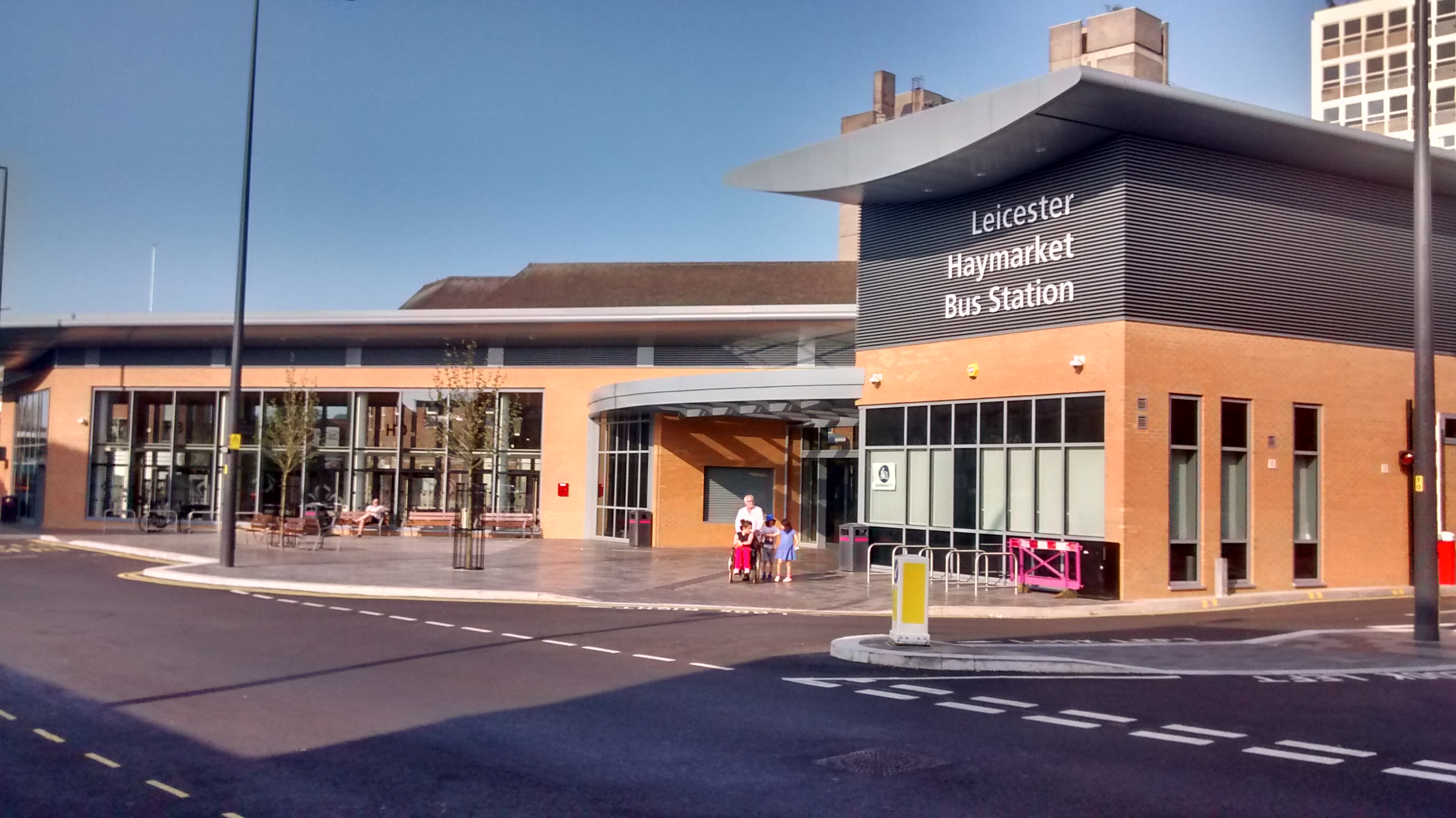
Dworzec autobusowy Haymarket

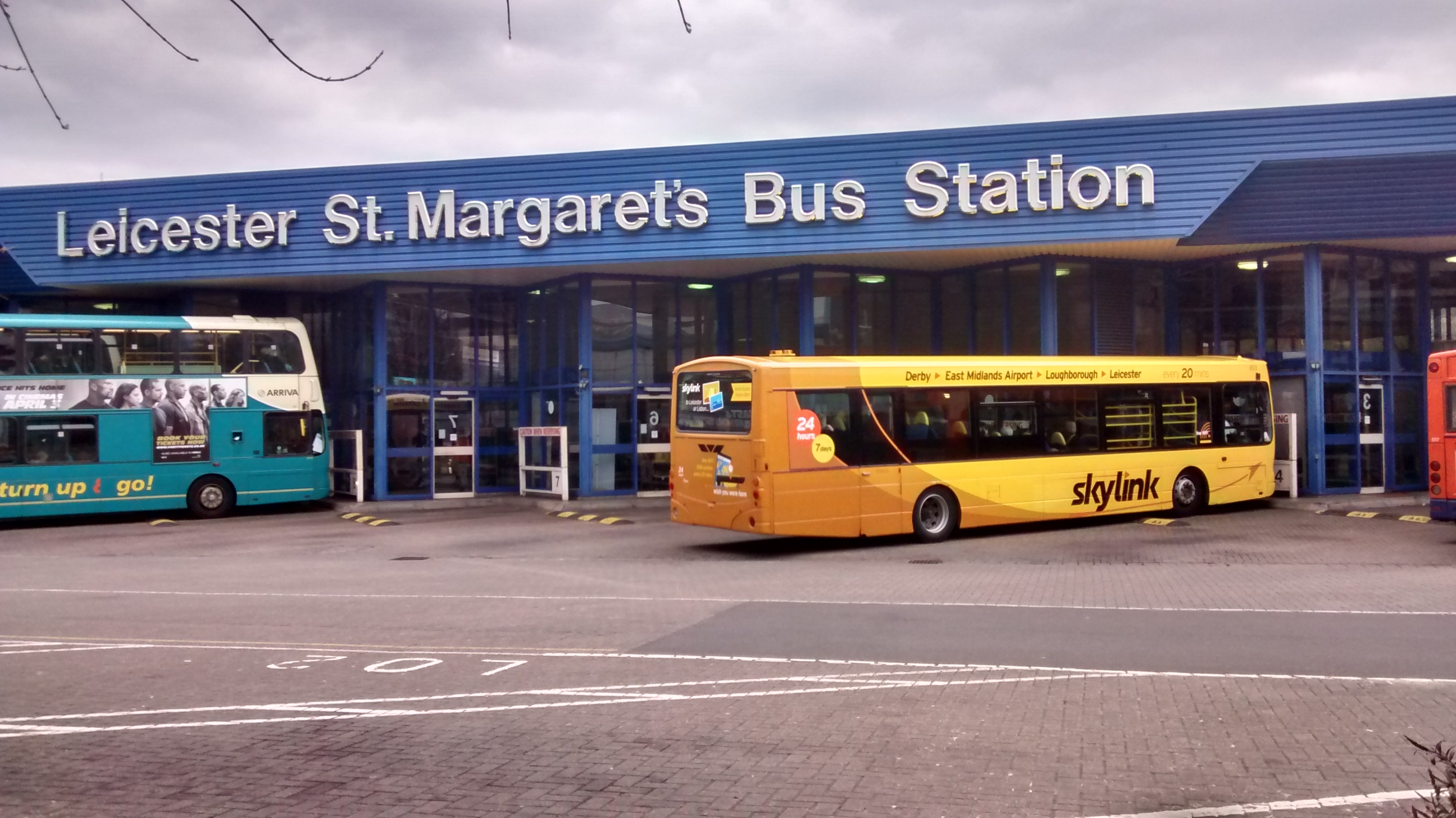
Dworzec St. Margaret’s Station – autobusy Skylink, Arriva

Komunikacja miejska w Leicesterze – komunikacja autobusowa w mieście Leicester w Wielkiej Brytanii.
W mieście funkcjonuje kilku miejskich przewoźników autobusowych Arriva, Centrebus, First Leicester, Hinckley Bus (Part of Arriva Midlands), Kinchbus, Leicester Bus, Roberts Coaches and Stagecoach Midlands.
Główny dworzec autobusowy znajduje się w centrum miasta przy Haymarkecie. Z tego miejsca początek trasy mają niespełna wszystkie linie autobusowe.

## Linie autobusowe

### Linie Arriva

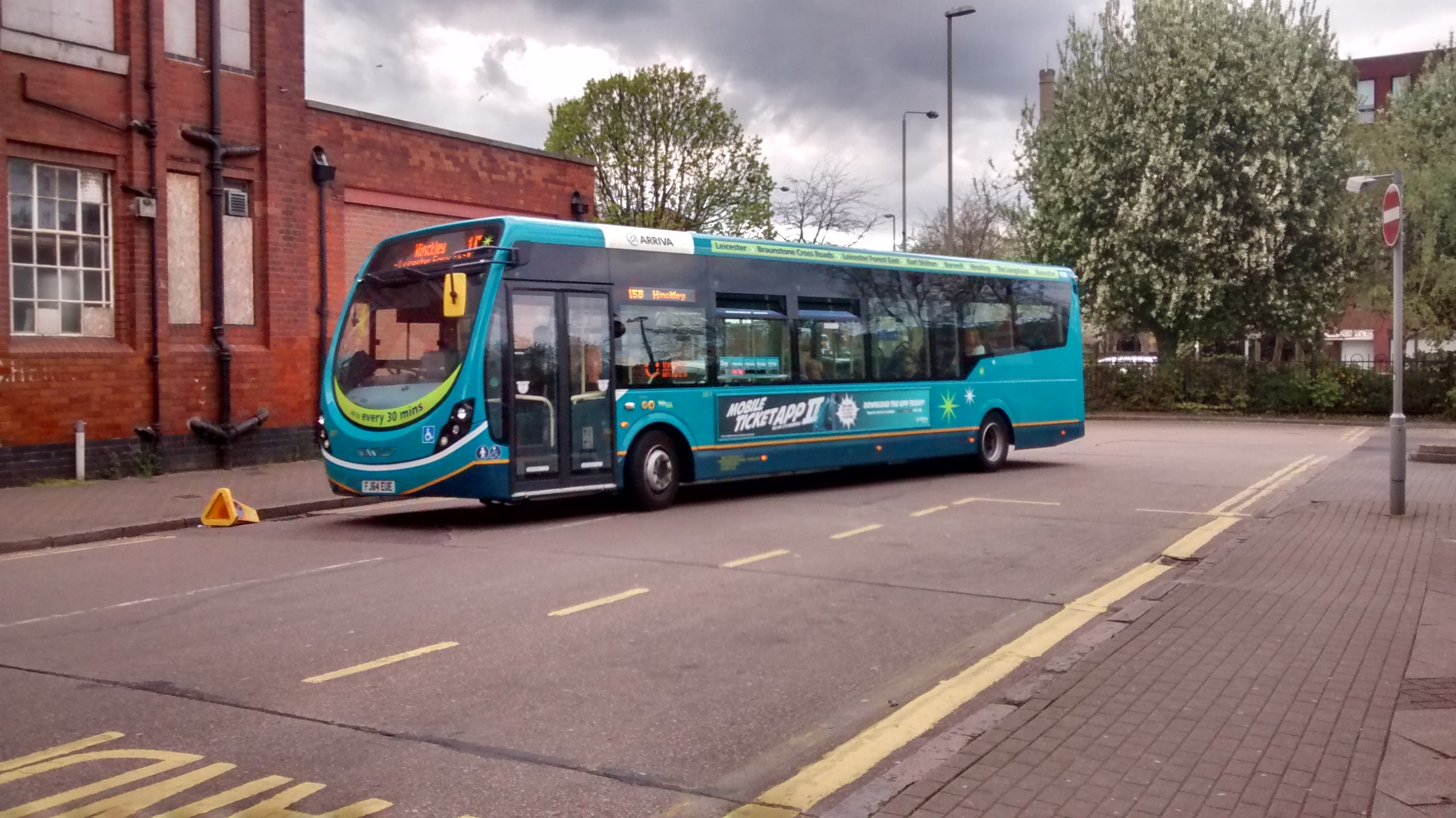
Autobus linii Arriva

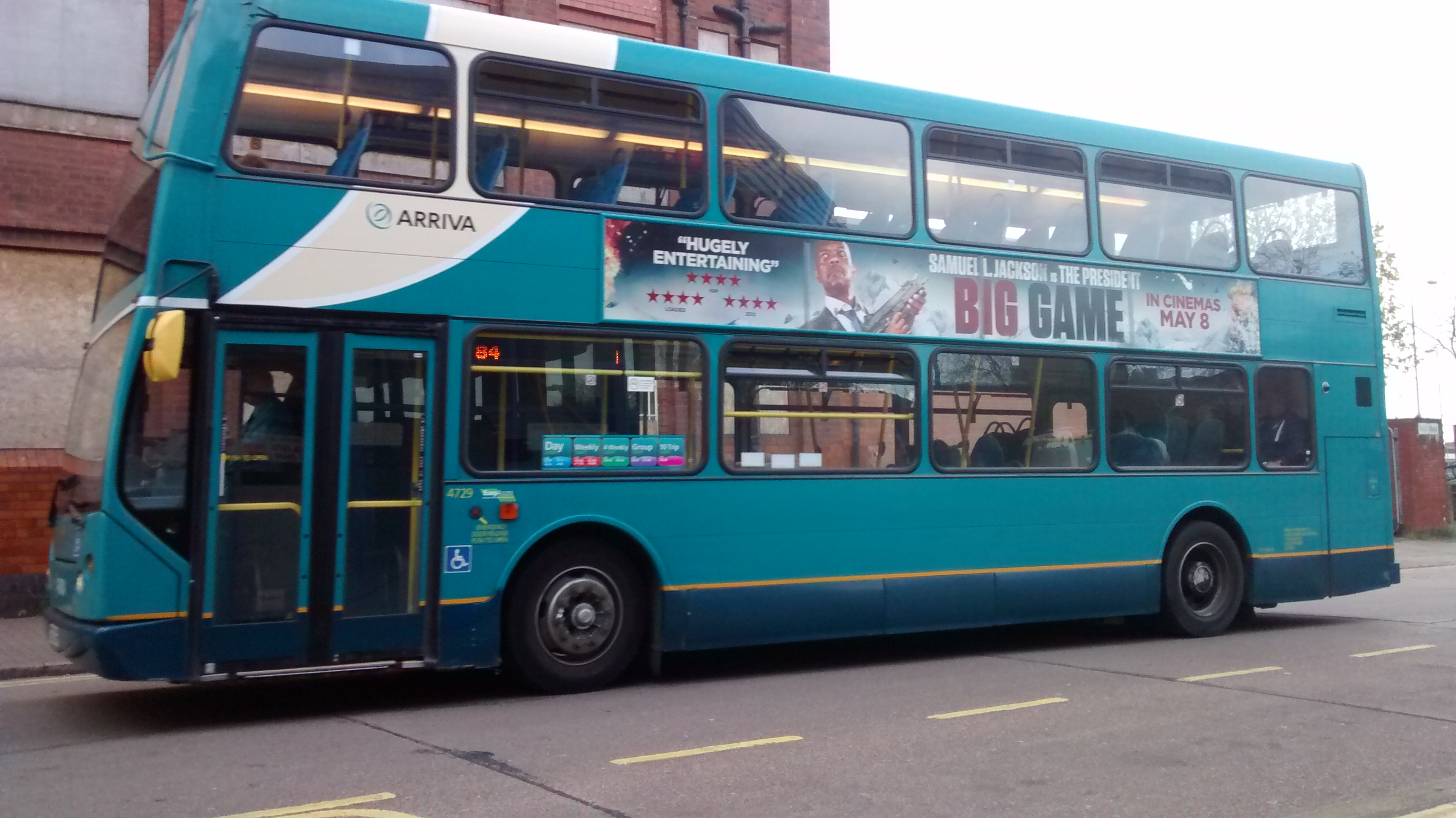
Autobus piętrowy linii Arriva

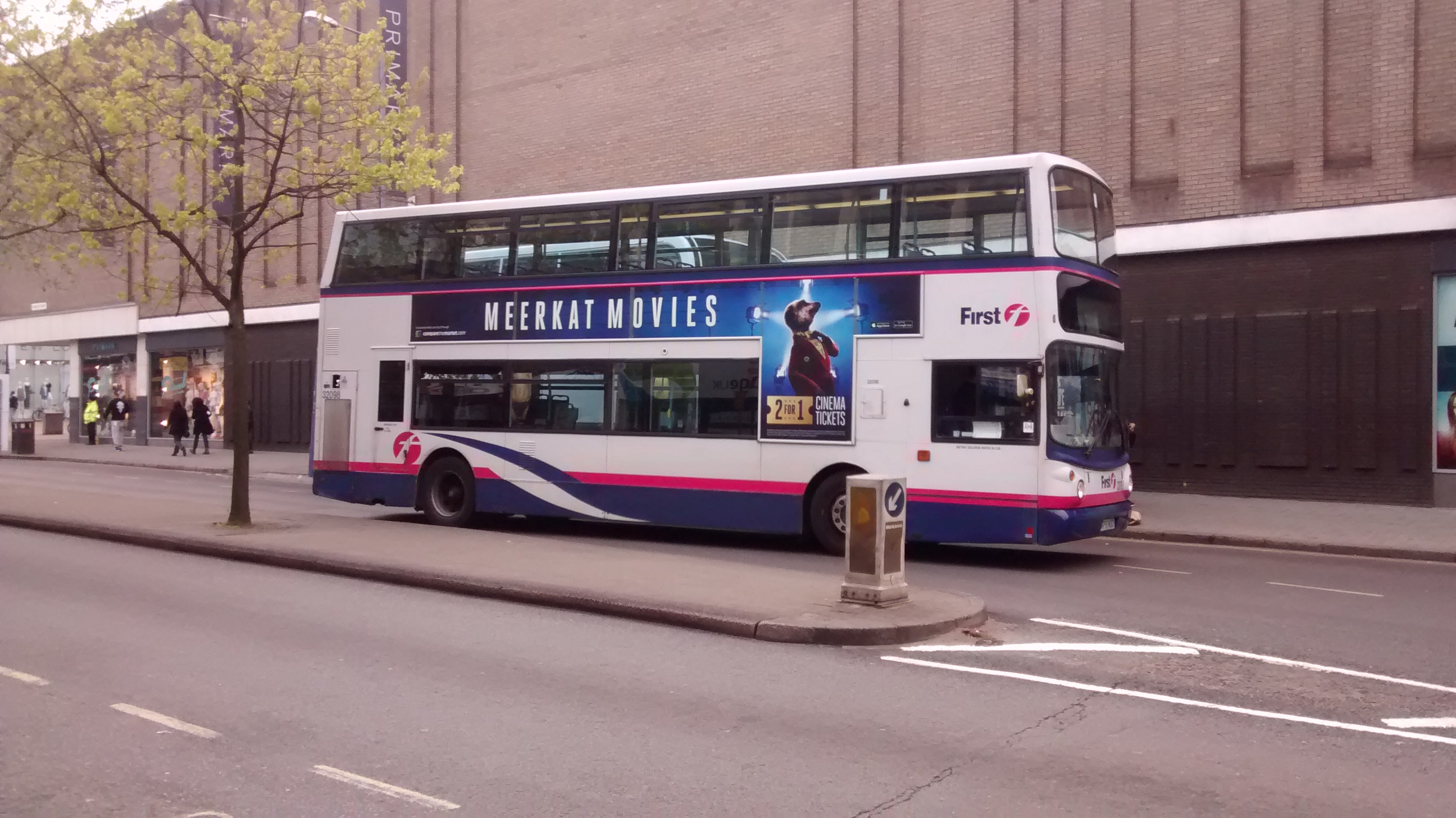
Autobus linii First

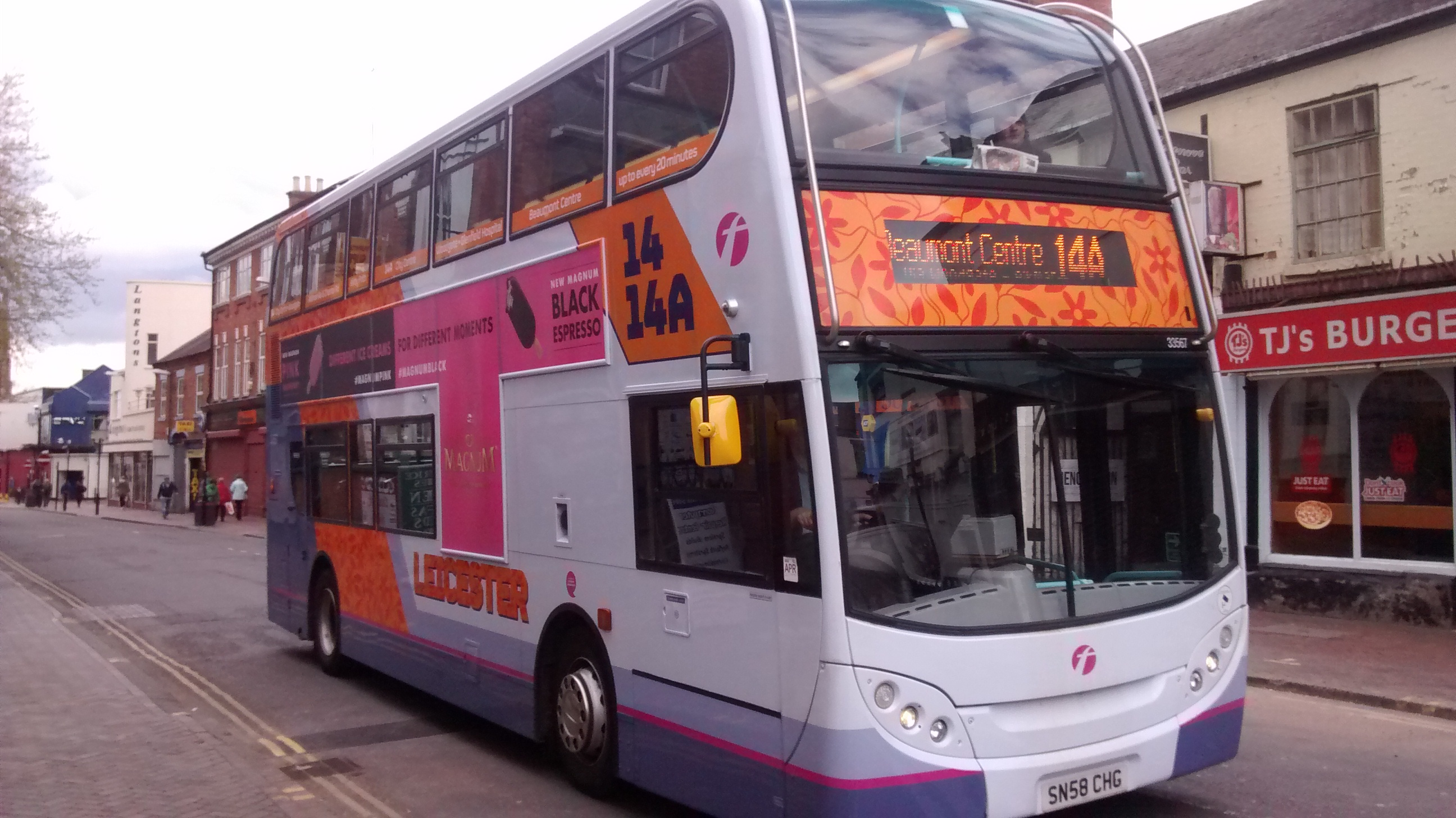
Autobus linii First (Leicester)

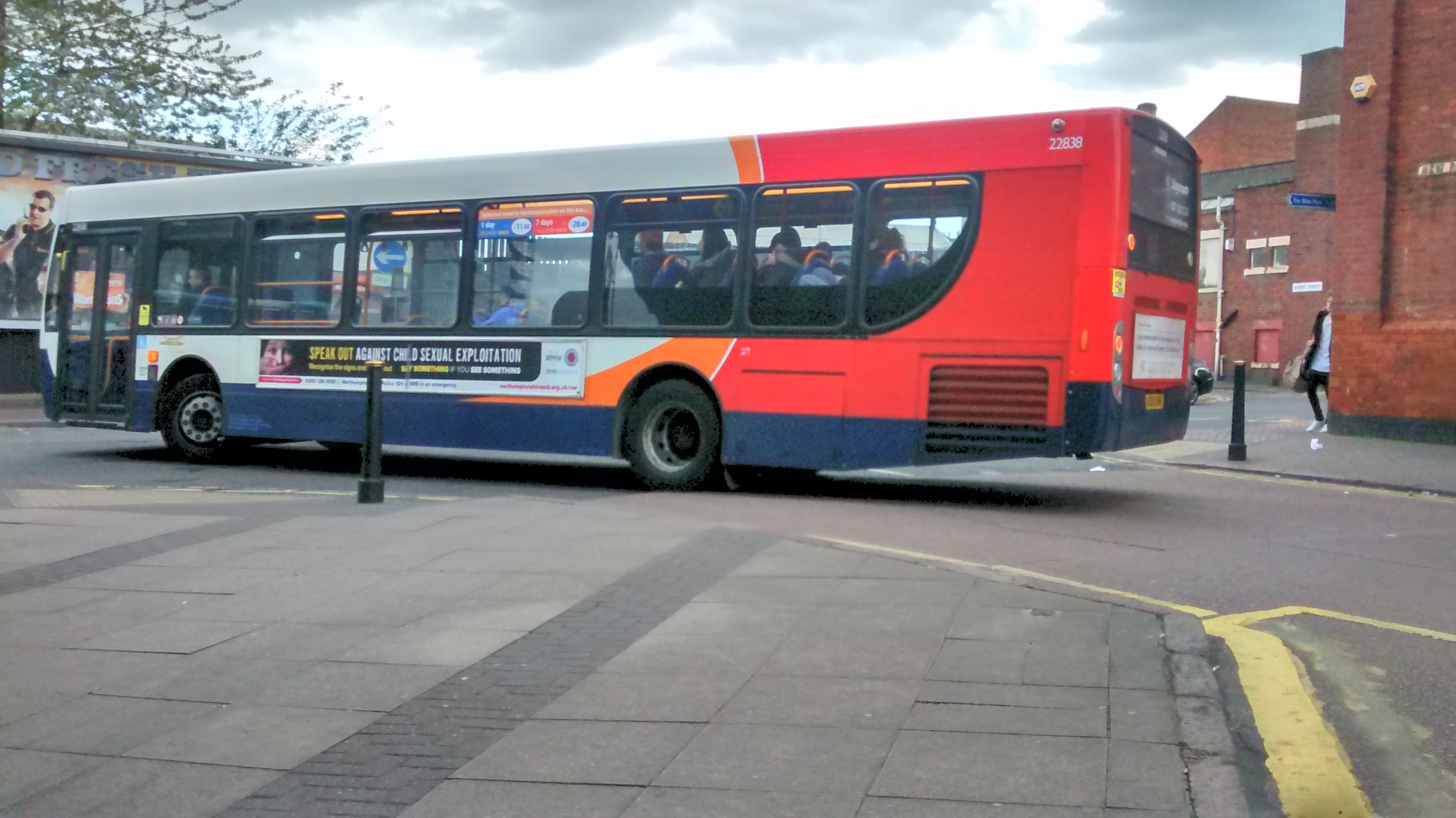
Autobus linii Stagecoachbus

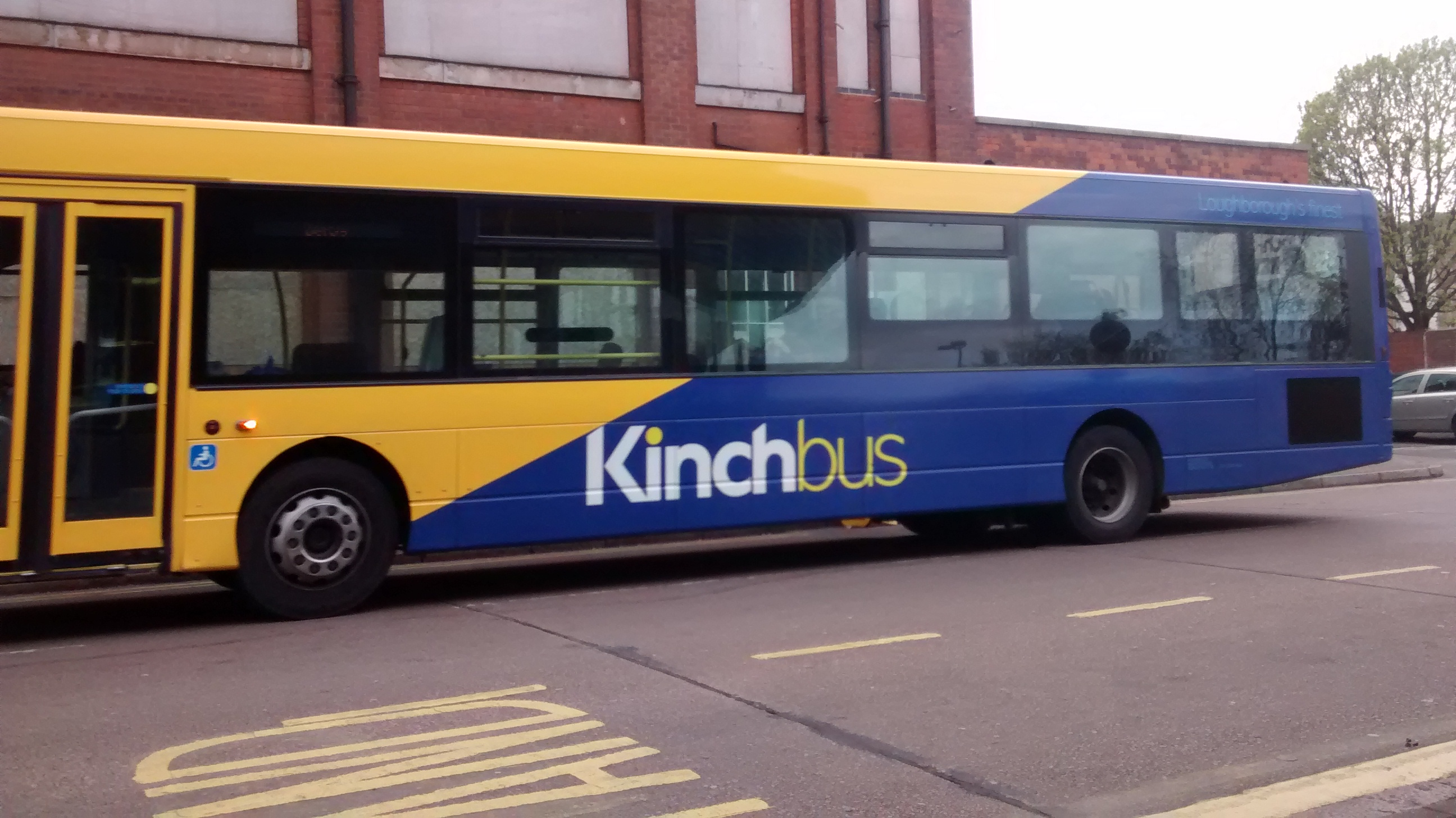
Autobus linii Kinchbus

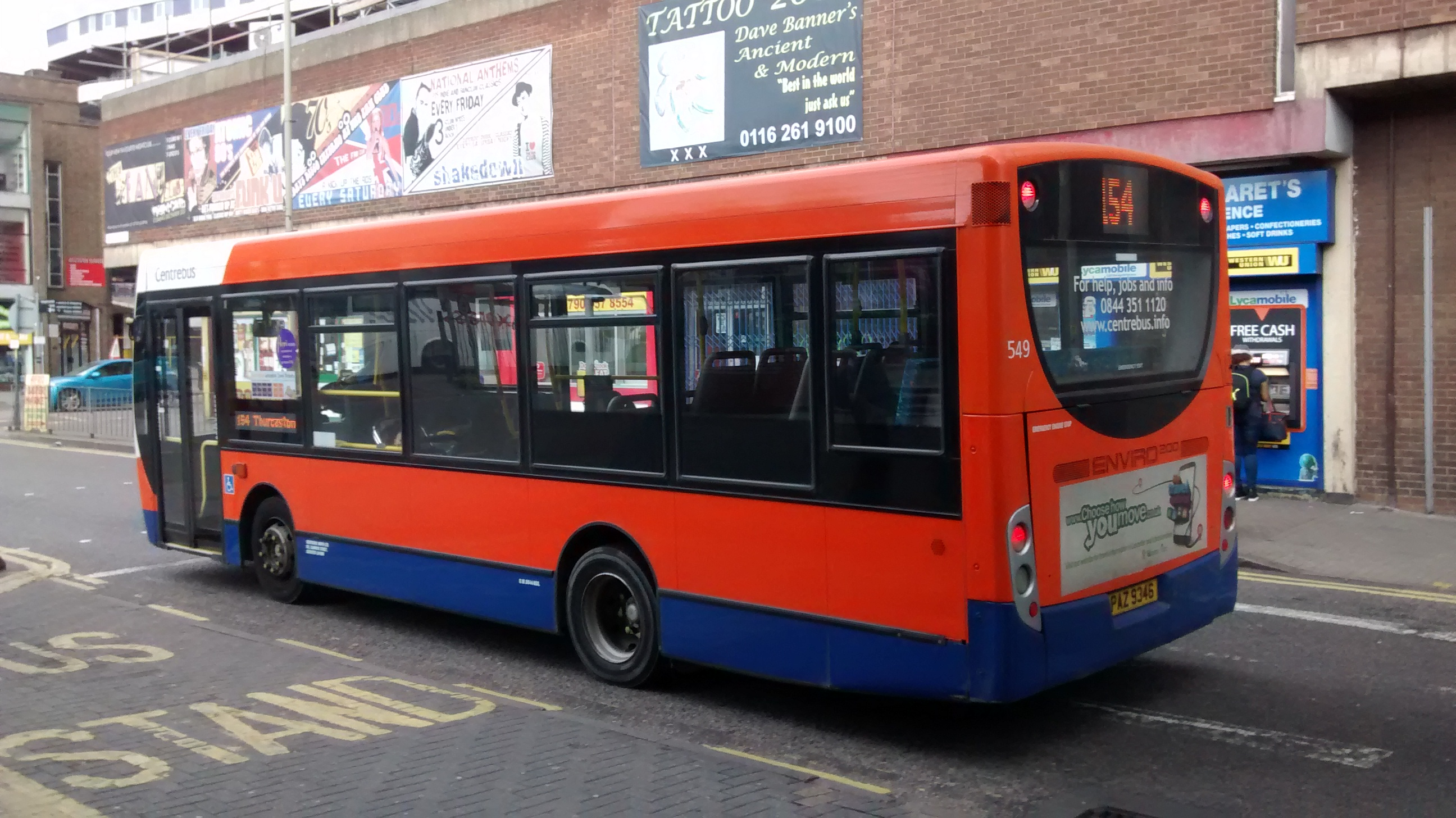
Autobus linii Centrebus

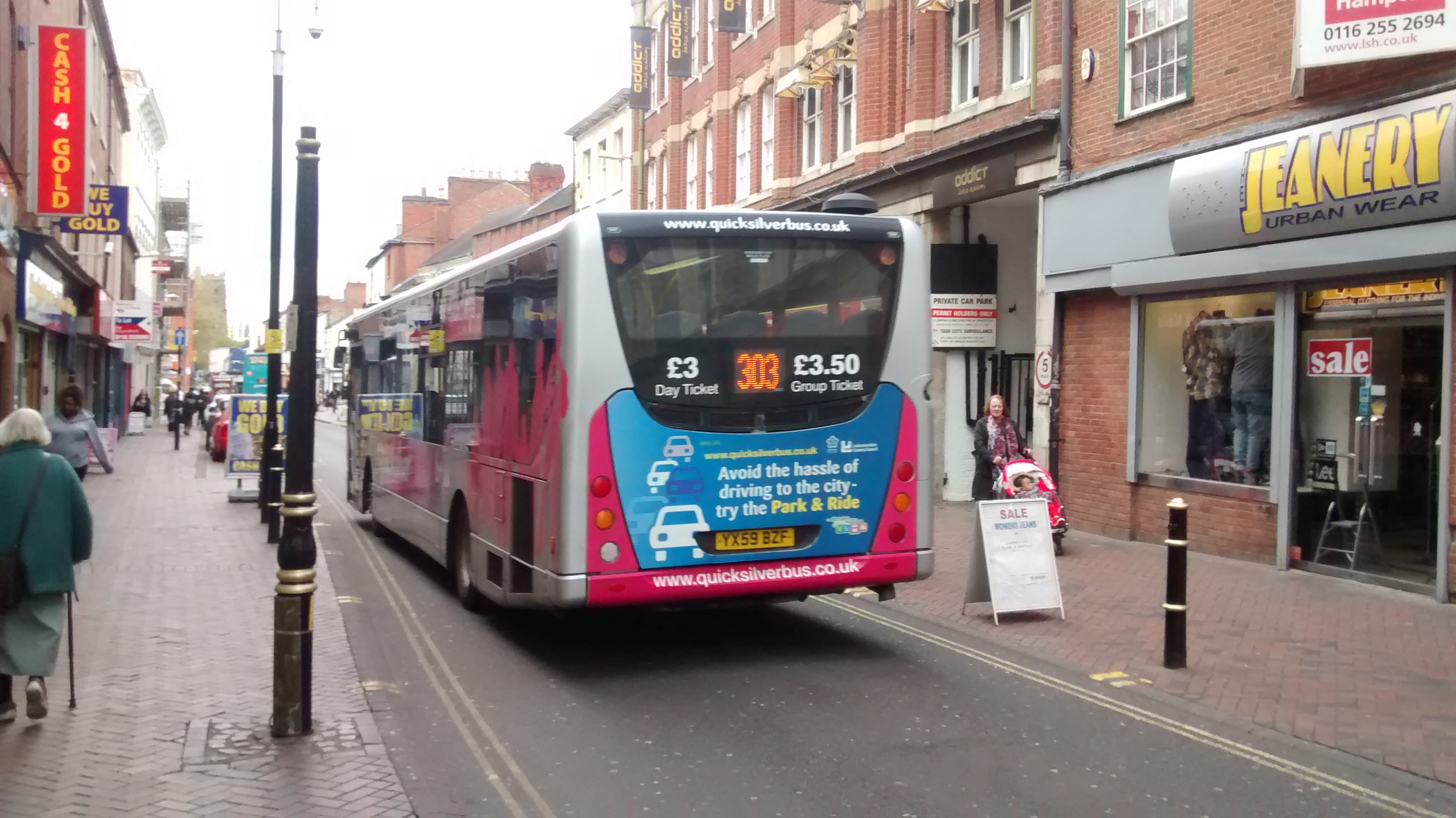
Autobus linii Quicksilverbus

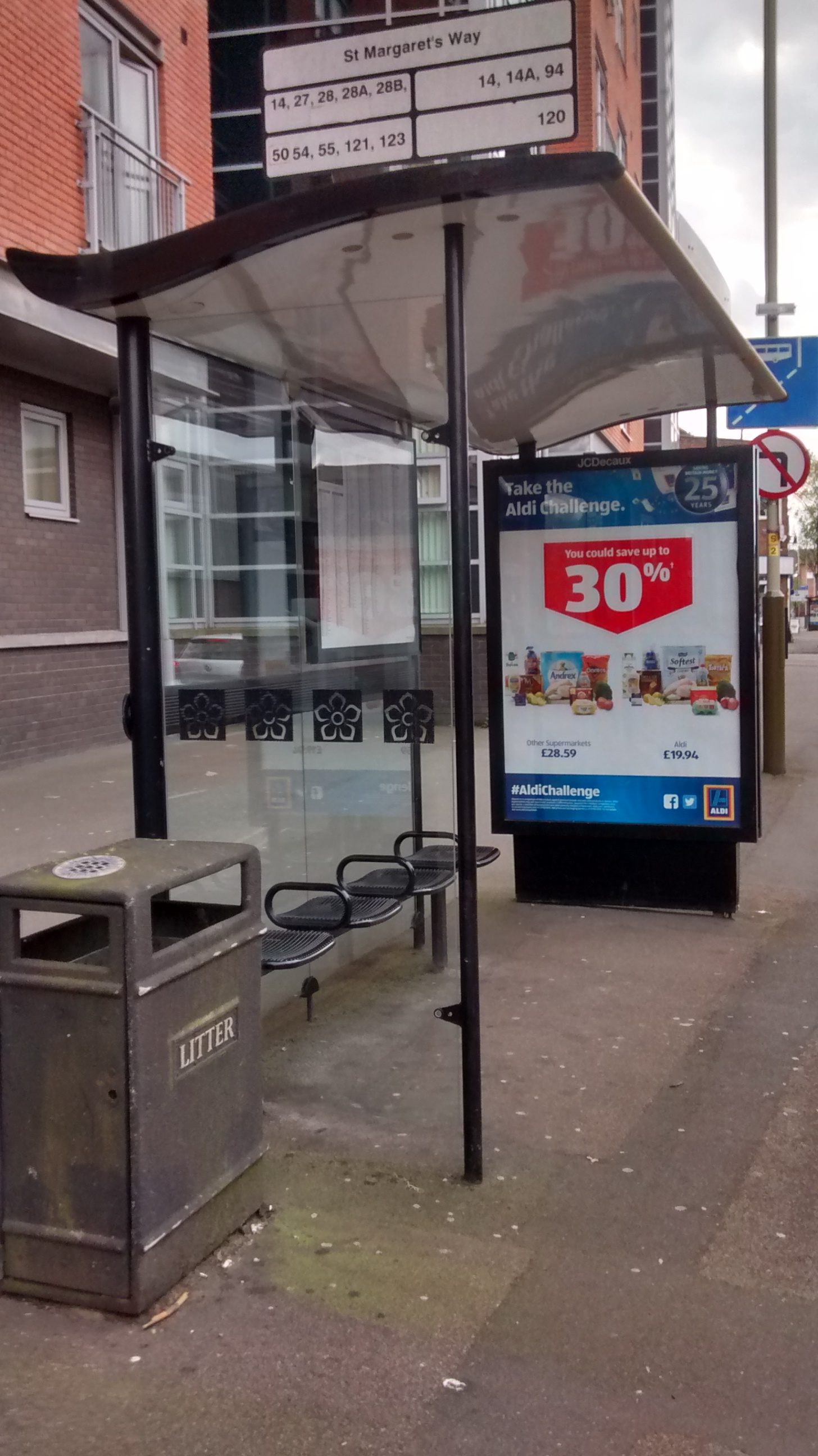
Przystanek autobusowy przy ul. Sanvey Gate

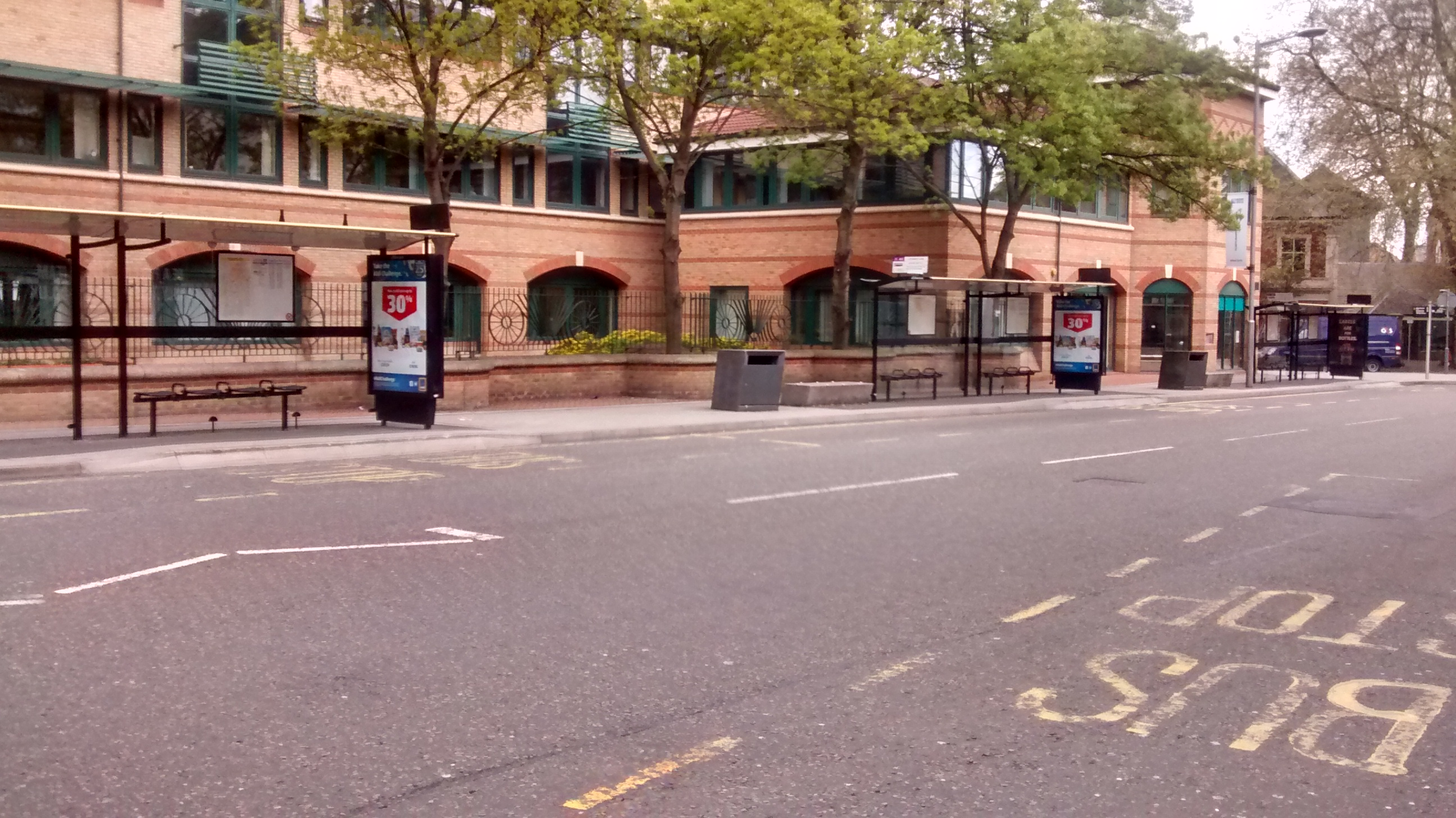
Przystanki przy Highcross na Causeway Line

Arriva posiada 45 linii kursujących w mieście i poza granicami miasta:
- Coalville to Leicester via Whitwick, Markfield and Groby – linia nr 29, 29A, 29X
- Leicester to Braunstone Crossroads via Narborough Road – linia nr 51
- Leicester to Coalville via Birstall, Rothley, Mountsorrel, Quorn, Loughborough, Shepshed, Thringstone and Whitwick – linia 126, 127
- Leicester to Croft via Enderby, Narborough and Huncote – linia nr 50, 50A
- Leicester to Eyres Monsell – linia nr 86, 87
- Leicester to Fosse Park via Braunstone – linia nr 104
- Leicester to Hamilton and Netherhall – linia nr 58, 58A
- Leicester to Kibworth via Welford Road, Wigston Harcourt and Fleckney – linia nr 49B
- Leicester to Lutterworth via Blaby, Whetstone and Broughton Astley – linia nr 84, 84A, 85
- Leicester to Market Bosworth via Kirby Muxloe, Desford, Newbold Verdon, Barlestone and Ibstock – linia nr 153
- Leicester to Market Harborough via Oadby, Great Glen, Kibworth – linia nr X3
- Leicester to Melton Mowbray via Thurmaston, Syston, East Goscote – linia nr 5, 5A
- Leicester to New Parks via Aikman Avenue – linia nr 14
- Leicester to Nuneaton via Earl Shilton, Barwell and Hinckley – linia nr 158
- Leicester to Oadby Grange and Oadby, Coombe Rise via London Road and Oadby – linia nr 31, 31A
- Leicester to Coalville via Groby Road, Groby, Ratby, Botcheston, Thornton, Bagworth, Ellistown and Hugglescote linia nr 26, 27, 28
- Leicester to Scraptoft via Humberstone Road and Thurnby – linia nr 56
- Leicester to South Wigston & Wigston Magna circula rvia Saffron Lane, South Wigston, Wigston Magna and Welford Road – linia 47, 47A, 48, 48A
- Leicester to Syston via Melton Road and Thurmaston – linia nr 6
- Leicester to Thorpe Astley via Narborough Road and Fosse Park – linia nr 52
- Leicester to Thurnby Lodge via Humberstone Road, Dudley Avenue – linia nr 53, 53A
- Leicester to West Knighton, Pendlebury Drive and West Avenue via Queens Road – linia nr 44, 44A
- Leicester to Wigston Harcourt – linia nr 49
- Leicester to South Wigston – linia nr 49A
- Leicester to Kibworth – linia nr 49B
- Loughborough and Leicester to Halls of Residence via Leicester University – linia nr 80, 80A, X80

### Linie First
- - First posiada 18 linii kursujących w mieście i poza granicami miasta:
- Linia 12 – CITY CENTRE – KIRBY FRITH via Glenfield Road, Liberty Road & Park Rise
- Linia 14 – CITY CENTRE – KIRBY FRITH via Woodgate, Aikman Avenue & Charnor Road
- Linia 14A – CITY CENTRE – BEAUMONT CENTRE via Woodgate, Aikman Avenue & Glenfield Hospital
- Linia 16 – BLACKMORE DRIVE – GENERAL HOSPITAL via Narborough Road, City Centre & St Peter’s Road
- linia 17 – CITY CENTRE – HIGHFIELDS – CITY CENTRE via Sparkenhoe Street, Melbourne Road & Nedham Street
- Linia 18 – CITY CENTRE – BRAUNSTONE – CITY CENTRE via Hinckley Road & Cort Crescent
- Linia 19 – CITY CENTRE – BRAUNSTONE – CITY CENTRE via Narborough Road & Cort Crescent
- Linia 21 – CITY CENTRE – THURMASTON, Blount Road via St Matthew’s, Catherine Street & Barkby Road
- Linia 22 – RUSHEY MEAD – EVINGTON via Melton Road, City Centre & Railway Station
- Linia 25 – CITY CENTRE – CITY CENTRE via Thurcaston Road, Mowmacre Hill & Beaumont Centre
- Linia 26 – CITY CENTRE – CITY CENTRE via Abbey Park Road, Beaumont Centre & Mowmacre Hill
- Linia 38 – CITY CENTRE – CITY CENTRE via Humberstone Road, Nether Hall & Thurnby Lodge
- Linia 38A – CITY CENTRE – CITY CENTRE via Humberstone Road, Thurnby Lodge & Nether Hall
- Linia 54 – BEAUMONT CENTRE – GOODWOOD via Stocking Farm, City Centre & Railway Station
- Linia 74 – CITY CENTRE – ANSTEY via Anstey Lane, Calver Hey Road & Beaumont Centre
- Linia 88 – CITY CENTRE – EYRES MONSELL via Freemen’s Park, Saffron Lane & Pasley Road
- Linia 88A – CITY CENTRE – SAFFRON CROSS ROADS via Freemen’s Park, Saffron Lane & The Fairway
- Linia 94 – CITY CENTRE – GLENFIELD, The Square via Woodgate, Stephenson Drive & Charnor Road

### Linie Centrebus
Centrebus posiada 19 linii autobusowych kursujących w mieście i poza granicami miasta. Linie zaznaczone literą S skierowane są przede wszystkim do młodzieży szkolnej.
- Linia UHL – HOSPITAL HOPPER: Beaumont Leys – Glenfield Hospital – Royal Infirmary Hospital – Glenfield Hospital – Hamilton Centre
- Linia 22A – Birstall, Wanlip Lane – Belgrave Road – Leicester City – Mayflower Rd – Evington
- Linia 22B – Birstall, Harrowgate Dr – Belgrave Road – Leicester
- Linia 22C – City – Mayflower Rd – Evington Birstall, Wanlip Lane – Abbey Lane – Leicester City – Mayflower Road – Evington
- Linia 40 – OUTER CIRCLE via General Hospital – Oadby – Fosse Park – Thorpe Astley Glenfield – Beaumont Leys – Hamilton – General Hospital
- Linia 54A – Beaumont Leys – Leicester City – Goodwood
- Linia 81 – Leicester City – Evington Road – Highway Road
- Linia 83 – Aylestone – Knighton Ln – Clarendon Pk – Uni of Leicester – City Centre
- Linia 83A – Fosse Rd South – Aylestone – Knighton Ln – Clarendon Pk – Uni of Leicester – City Centre
- Linia 100 – Melton Mowbray – Great Dalby – Gaddesby – South Croxton – Syston – Leicester City
- Linia 128 – Melton Mowbray – Hoby – Ratcliffe on the Wreake – Syston – Leicester City
- Linia 154 – Leicester City – Beaumont Leys – Loughborough
- Linia 162 – Leicester City – New Parks – Tatlow Road
- Linia 747 – Leicester City – Thurnby – Bushby – Houghton on the Hill – Billesdon – Skeffington – Tugby – East Norton – Belton in Rutland – Uppingham
- Linia S 805 – Leicester City Centre – Goodwood – City of Leicester School -St Pauls School
- Linia S 828 – English Martyrs School – St Patricks School
- Linia S 832 – Birstall – English Martyrs School
- Linia S 878 – City of Leicester School – Netherhall – Spinney Hills
- Linia S 1005 – Hamilton – Uppingham Road – City of Leicester School
- Linia LG – Syston – Queniborough – Rearsby – Thrussington – Ratcliffe – Sileby – Barrow – Loughborough Grammar

### Linie Quicksilver bus
Quicksilver bus prowadzi trzy linie autobusowe, które dojeżdżają do ościennych miejscowości. Linie kursują codziennie od poniedziałku do soboty.
- Linia 103 – Leicester City Centre to Meynell’s Gorse
- Linia 202 – Leicester City Centre to Enderby
- Linia 303 – Leicester City Centre to Birstall

### Linie Kinchbus

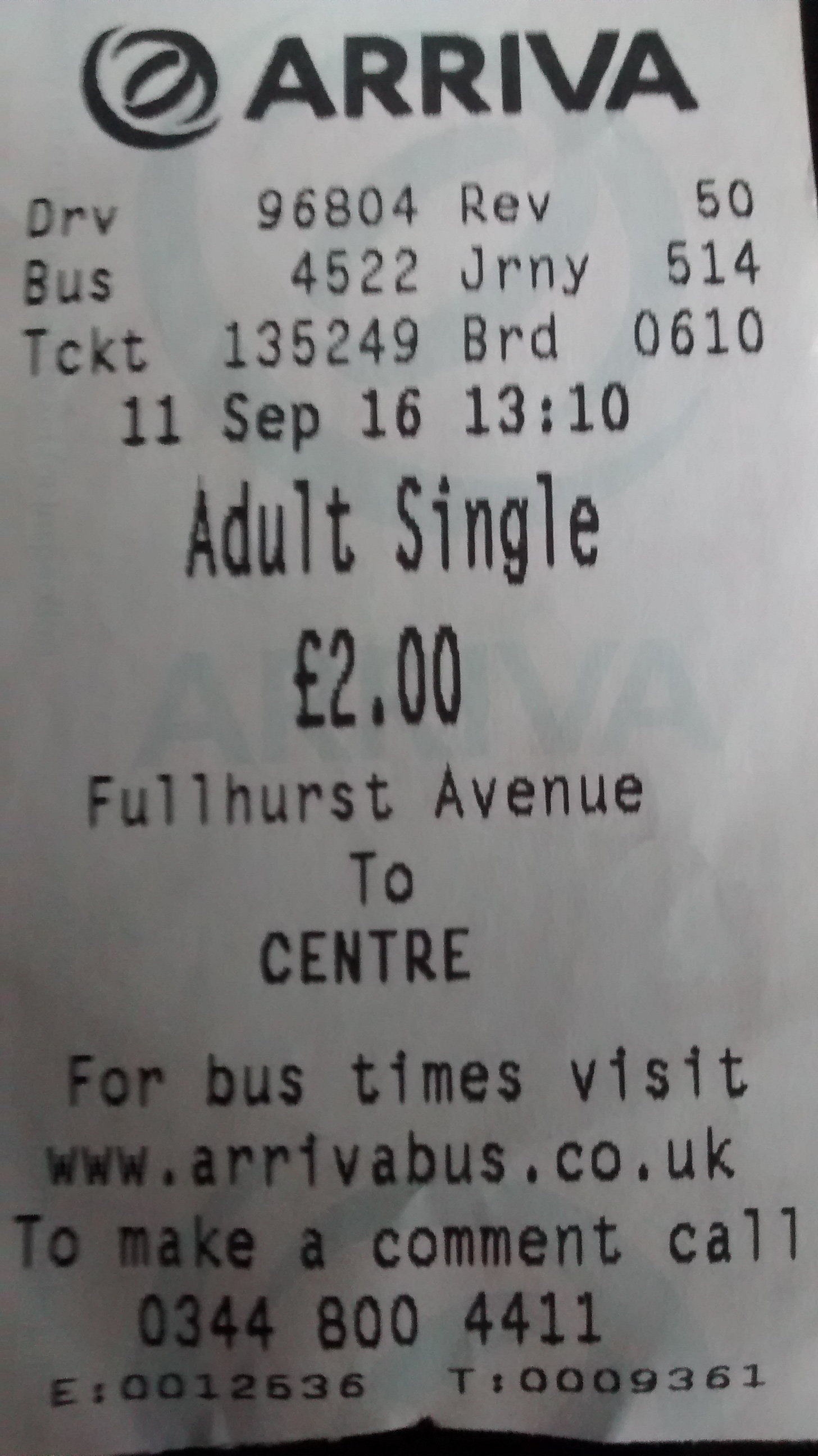
Jednorazowy bilet Arriva

Kinchbus posiada jedną linię autobusową o nazwie Kinchbus 2. Linia kursuje z Leicester (St Margarets Bus Station) do Loughborough, Baxter Gate

### Linie Skylink
Skylink posiada dwa połączenia z centrum Leicesteru do Derby oraz na międzynarodowe lotnisko East Midlands.

### Linie Stagecoachbus
Stagecoachbus posiada połączenie z miastem Market Harborough. Linia kursuje siedem dni w tygodniu co 60 minut.

## Galeria autobusów
- Galeria miejskich autobusów w Leicesterze